# Poa Island
Poa Island ist eine kleine unbewohnte Insel der Fox Islands, die zu den Aleuten gehören. Das Eiland liegt etwa 1,5 km südöstlich von Akun Island.